# Segelflug-Bundesliga 2018
Die Segelflug-Bundesliga 2018 war die 18. Saison der höchsten deutschen Liga im Segelflug. Der LSR Aalen trat nach seinem ersten deutschen Meistertitel als Titelverteidiger an.

## Teilnehmer
Für die Segelflug-Bundesliga 2018 sind folgende Mannschaften qualifiziert:
- Die 23 besten Mannschaften der Bundesliga 2017[2]:
  - LSR Aalen
  - SFG Donauwörth-Monheim
  - LSG Bayreuth
  - LSV Rinteln
  - SFZ Königsdorf
  - FG Schwäbisch Gmünd
  - LSV Schwarzwald
  - FLG Blaubeuren
  - AC Nastätten
  - SFG Giulini/Ludwigshafen
  - FSC Odenwald Walldürn
  - FG Wolf Hirth
  - LSV Burgdorf
  - FG Oerlinghausen
  - AC Ansbach
  - AC Bamberg
  - FK Brandenburg
  - AC Braunschweig
  - FV Celle
  - FSV Sindelfingen
  - AC Pirna
  - FCC Berlin
  - FC Eichstätt

- Die sieben besten Mannschaften der 2. Bundesliga 2017[3]:
  - FLC Schwandorf
  - FSV Laichingen
  - LSV Oldenburg Bad-Zwischenahn
  - FLG Dettingen/Teck
  - AC Lichtenfels
  - SFG Stadtlohn
  - SFZ Ludwigshafen-Dannstadt

## Statistiken

### Tabelle
| Pl.                  | Verein                        | Bundesland          | Speed    | Punkte |
| -------------------- | ----------------------------- | ------------------- | -------- | ------ |
| 1.                   | LSG Bayreuth                  | Bayern              | 4.153,66 | 183    |
| 2.                   | LSR Aalen                     | Baden-Württemberg   | 4.174,12 | 178    |
| 3.                   | FG Schwäbisch Gmünd           | Baden-Württemberg   | 3.978,04 | 170    |
| 4.                   | AC Lichtenfels                | Bayern              | 3.811,43 | 153    |
| 5.                   | LSV Rinteln                   | Niedersachsen       | 3.363,59 | 131    |
| 6.                   | FLC Schwandorf                | Bayern              | 3.652,89 | 127    |
| 7.                   | FLG Blaubeuren                | Baden-Württemberg   | 3.603,76 | 127    |
| 8.                   | LSV Schwarzwald               | Baden-Württemberg   | 3.868,66 | 126    |
| 9.                   | AC Bamberg                    | Bayern              | 3.735,37 | 123    |
| 10.                  | LSV Burgdorf                  | Niedersachsen       | 3.402,95 | 115    |
| 11.                  | SFG Donauwörth-Monheim        | Bayern              | 3.646,95 | 112    |
| 12.                  | SFZ Königsdorf                | Bayern              | 3.817,33 | 100    |
| 13.                  | Fliegergruppe Wolf Hirth      | Baden-Württemberg   | 3.502,80 | 99     |
| 14.                  | FSV Sindelfingen              | Baden-Württemberg   | 3.340,20 | 95     |
| 15.                  | FSV Laichingen                | Baden-Württemberg   | 3.461,59 | 88     |
| 16.                  | FLG Dettingen/Teck            | Baden-Württemberg   | 3.403,22 | 87     |
| 17.                  | AC Ansbach                    | Bayern              | 3.142,30 | 75     |
| 18.                  | AC Nastätten                  | Rheinland-Pfalz     | 3.433,02 | 74     |
| 19.                  | FSC Odenwald Walldürn         | Baden-Württemberg   | 3.304,57 | 74     |
| 20.                  | FK Brandenburg                | Brandenburg         | 2.898,28 | 74     |
| 21.                  | FCC Berlin                    | Berlin              | 2.913,40 | 73     |
| 22.                  | SFG Giulini/Ludwigshafen      | Rheinland-Pfalz     | 3.313,28 | 72     |
| 23.                  | SFG Stadtlohn                 | Nordrhein-Westfalen | 2.853,70 | 72     |
| 24.                  | FV Celle                      | Niedersachsen       | 2.804,13 | 67     |
| 25.                  | AC Braunschweig               | Niedersachsen       | 3.006,86 | 59     |
| 26.                  | FG Oerlinghausen              | Nordrhein-Westfalen | 2.741,86 | 50     |
| 27.                  | AC Pirna                      | Sachsen             | 2.676,54 | 43     |
| 28.                  | FC Eichstätt                  | Bayern              | 2.693,20 | 39     |
| 29.                  | SSV Ludwigshafen/Rhein        | Rheinland-Pfalz     | 2.901,89 | 29     |
| 30.                  | LSV Oldenburg Bad-Zwischenahn | Niedersachsen       | 1.284,95 | 21     |
| Stand: 16. Juli 2018 |                               |                     |          |        |

| Zum Saisonende 2018:                                  | |
| Deutscher Meister Absteiger in die 2. Bundesliga 2019 | |
|                                                       | |
| Zum Saisonende 2017:                                  | |
| (M)                                                   | Deutscher Meister: LSR Aalen |
| (N)                                                   | Aufsteiger aus der 2. Bundesliga: FLC Schwandorf, FSV Laichingen, LSV Oldenburg Bad-Zwischenahn, FLG Dettingen/Teck, AC Lichtenfels, SFG Stadtlohn, SFZ Ludwigshafen-Dannstadt |